# Concordia Parish
Concordia Parish  (franska: Paroisse de Concordia) är ett administrativt område, parish, i delstaten Louisiana, USA. År 2010 hade området 20 822 invånare. Den administrativa huvudorten är Vidalia.

## Geografi
Enligt United States Census Bureau har countyt en total area på 1 939 km². 1 802 av den arean är land och 137 km² är vatten.

### Angränsande områden
- Tensas Parish - norr
- Adams County, Mississippi - nordost
- Wilkinson County, Mississippi - öst
- West Feliciana Parish - sydost
- Pointe Coupee Parish - söder
- Avoyelles Parish - sydväst
- Catahoula Parish - väst